# Sarota subtessellata
Sarota subtessellata is een vlindersoort uit de familie van de prachtvlinders (Riodinidae), onderfamilie Riodininae.
Sarota subtessellata werd in 1913 beschreven door Schaus.